# 程坦
程坦（1907年4月—1980年12月26日），男，河南新县人，中华人民共和国政治人物。

## 生平
程坦于1928年加入中国共产党，后曾任鄂东北道委秘书长、红十五军团政治部秘书长等职。抗日战争期间出任豫鄂边区特委书记。1947年前往冀鲁豫中央局党校学习。1949年任鄂豫区党委组织部长。
中华人民共和国成立后，程坦曾先后出任中共河北省委宣传部部长，中共湖北省委副书记，湖北省人民政府副主席，湖北革命大学副校长、校长，北京师范大学党委第一书记、副校长，监察部副部长，交通部副部长，内务部副部长等职。他还是第三届全国政协委员，第四、五届全国政协常委。
1980年在北京逝世。